# 愛 (佛教)
愛（tṛṣṇā），或譯欲、慾、愛欲、貪愛、渴愛等等，字面意思是渴，十二因緣之一。因為得到某種感受（受），對於外境產生需要、不放棄的念頭，希望能夠得到（取），這是所有有情都會產生的基本衝動。

## 概論
愛可概分為染污愛，與無染污愛。染污愛以貪為體，無染污愛以信為愛。

早期原始佛教理论中，由於對於因緣實況是無常、敗壞、磨滅之法不知，故於六根、六境相緣六識升起引發樂受時，對此現況產生不當之貪著和想像，就是貪愛。北传佛教认为，爱为贪图享乐等境界，但是未能广遍追求，是名为爱。捨受的本性是寧靜的，而這也能成為愛的目標。上座部佛教则主张，對「爱」（境生愛欲）而產生「取」（即追求造作）。

## 分類
愛可概分為，欲愛、色愛、無色愛三者；

又可分成欲愛，有愛，無有愛三者。

### 欲愛
欲愛，對欲樂（kāma）產生的愛取，是一種對於感官（五蘊）及其帶來快樂感受的愛。這是屬於欲界的愛。

### 有愛
指依止常見建立之渴愛。

### 無有愛
依止斷見建立之渴愛。